# Quinto Terenzio Culleone
Quinto Terenzio Culleone (in latino: Quintus Terentius Culleo; 3 a.C. circa – dopo il 40) è stato un magistrato e senatore romano, console dell'Impero romano.

## Biografia
Appartenente ad una famiglia di rango pretorio, Culleone era discendente del Quinto Terenzio Culleone che era stato fatto prigioniero durante la seconda guerra punica, che divenne tribuno della plebe nel 189 a.C., pretore peregrino nel 187 a.C. e forse accusatore di Lucio Cornelio Scipione Asiatico. Suo nonno o bisnonno fu invece il Quinto Terenzio Culleone che fu tribuno della plebe nel 58 a.C. e aiutò Cicerone a rientrare dall'esilio e che spinse Pompeo a rompere l'alleanza con Cesare divorziando dalla moglie Giulia: in epoca triumvirale, egli fu luogotenente di Marco Emilio Lepido ma nel 43, contro i suoi ordini, lasciò aperto un passaggio attraverso le Alpi Marittime per far passare le truppe di Marco Antonio. Padre o nonno di Culleone fu il Quinto Terenzio Culleone che, figlio del tribuno del 58 a.C., è attestato come proconsole di Sicilia sotto Augusto: questi sposò Albia ed ebbe sicuramente come figlia Terenzia Albia, moglie del console suffetto del 33 Lucio Salvio Otone e madre del futuro imperatore Otone, mentre è incerto se Culleone fosse suo figlio o suo nipote.
Della carriera di Culleone non molto è noto. È probabilmente lui ad essere menzionato su alcune monete della città di Aegeae in Cilicia coniate sotto Tiberio, ma la menzione ha suscitato diversi problemi: non potendo essere stato legatus Augusti pro praetore della provincia di Siria (incarico consolare) in quanto ancora di rango pretorio, è stato ipotizzato che Culleone agisse come pro legato per l'assente Lucio Elio Lamia o nel periodo di vuoto tra Lucio Pomponio Flacco e Lucio Vitellio.
L'unico incarico attestato con certezza vede però Culleone al vertice dello stato romano: egli fu infatti console suffetto dal 13 gennaio al giugno del 40 insieme a Gaio Lecanio Basso, sostituendo Caligola che, a causa della morte del suo collega console prima di entrare in carica, aveva ricoperto il consolato sine collega per i primi dodici giorni di gennaio. Sotto il consolato di Basso e Culleone, Caligola procedette ad eliminare gli ultimi resti della congiura di Lepido e Getulico del 39, facendo uccidere il cugino Tolomeo di Mauretania e l'ex prefetto d'Egitto Avillio Flacco, e poi ad escogitare, per risollevare la propria fama, l'idea di una campagna britannica, mai avvenuta; al ritorno a Mogontiacum, Caligola sembra aver sfrondato le legioni germaniche di quegli elementi sospetti per la vicinanza a Getulico, e poi tornò a Roma, da cui partì ad inizio giugno per andare in Campania per l'estate.
Dopo il consolato, Culleone scompare dalla storia.